# Bayan (Oğuz)
Bayan è un comune dell'Azerbaigian situato nel distretto di Oğuz. Conta una popolazione di 1 375 abitanti.